# Harald Mau
Harald Mau (* 1. März 1941 in Wien; † 4. September 2020 in Berlin) war ein deutscher Kinderchirurg und Hochschullehrer der Charité.

## Leben
Nach dem Abitur in Berlin studierte Mau von 1958 bis 1964 Medizin an der Humboldt-Universität. Nach der Promotion A (1965) wurde er im Städtischen Klinikum Berlin-Buch und in der Zentralklinik Bad Berka in Kinder-, Herz- und Thoraxchirurgie ausgebildet. Er wurde 1974 Facharzt für Kinderchirurgie und wechselte an die Ost-Berliner Charité. Dort baute er die kinderchirurgische Abteilung auf, deren offizieller Leiter er 1983 wurde. Nach der Promotion B (Habilitation) erhielt er 1981 die Venia legendi. 1984 wurde er zum o. Professor und 1989 zum Klinikdirektor ernannt. Vom 30. Mai 1990 bis 1995 war er Dekan der Medizinischen Fakultät. 2009 wurde er mit 68 Jahren emeritiert.
1989 gehörte er zu den Gründern des Virchow-Bundes, des ersten freien Ärzte- und Zahnärzteverbandes in der Deutschen Demokratischen Republik. Im Herbst 1990 fusionierten der Virchow-Bund und der westdeutsche Verband der niedergelassenen Ärzte Deutschlands zum NAV-Virchow-Bund. Seit 1993 leitet Mau die Landesgruppe Berlin/Brandenburg. Er saß von 1991 bis 1994 im Bundesvorstand, war von 1998 bis 2006 Beisitzer und von 1994 bis 1998 stellvertretender Bundesvorsitzender. 2010 erhielt er die Kaspar-Roos-Medaille.
1990 wurde er in die Delegiertenversammlung der Ärztekammer Berlin gewählt.
Mau war an der Aufarbeitung von DDR-Arzneimittelstudien im Auftrag westlicher Pharmaindustrie beteiligt; die Untersuchung zu den Geschehnissen in der DDR führten Forscher des Instituts für Geschichte der Medizin und Ethik in der Medizin der Berliner Charité durch.